# Euphorbia kingdon-wardii
Euphorbia kingdon-wardii es una especie fanerógama perteneciente a la familia de las euforbiáceas.  Es originaria de  Myanmar. 

## Taxonomía
Euphorbia kingdon-wardii fue descrita por M.S.Binokumar & N.P.Balakr. y publicado en Kew Bulletin 48(4): 798. 1993.
Etimología
Euphorbia: nombre genérico que deriva del médico griego del rey Juba II de Mauritania (52 a 50 a. C. - 23), Euphorbus, en su honor – o en alusión a su gran vientre –  ya que usaba médicamente Euphorbia resinifera. En 1753 Carlos Linneo asignó el nombre a todo el género.
kingdon-wardii: epíteto otorgado  en honor del botánico y explorador inglés Francis Kingdon-Ward (1885-1958), quien descubrió la planta tipo.